# NGC 3345
NGC 3345 est une paire d'étoiles située dans la constellation du Lion. L'astronome germano-britannique William Herschel a enregistré la position de ces deux étoile 19 mars 1784.